# 아빠 말 좀 들어라!
《아빠 말 좀 들어라!》(パパのいうことを聞きなさい! 파파노 이우코토 오 키키나사이![*])는 일본의 작가 마츠 토모히로가 쓰고 나카지마 유카가 일러스트를 담당한 라이트 노벨이다. 슈에이샤(슈퍼 대시 문고)에서 발매되고 있으며, 대한민국에서는 학산문화사의 익스트림 노벨로 발매되었다.
2011년부터 만화화 작품이 연재중이다. 2011년 8월 TV 애니메이션화가 결정되었고, 2012년 1월부터 3월까지 방영하였다.

## 스토리
주인공인 세가와 유타는 타마 문학대학 문학부 국문과에 합격해 새로운 생활을 시작한지 얼마 안된 대학교 1학년이다. 초등학생 무렵 사고로 부모님을 잃게 되어 당시 고등학생이었던 누나 유리의 보살핌 속에 자랐다. 중학생 때 누나가 2명의 아이가 딸린 이혼남 타카나시 신고와 결혼하게 되었고, 매형이 된 신고에게 묘한 질투를 느끼는 것과 동시에 누나의 가정과 행복에 간섭하고 싶지 않다고 생각해서 독신 생활을 하고 있다. 그러던 어느 날, 누나가 자신이 사는 집에 갑자기 찾아와 반나절 동안 3명의 딸들(소라, 미우, 히나)과 함께 집 보는 일을 부탁받았다. 마지못해 수락한 일이지만 거기서 행복해 보이는 누나 부부와 아이들의 모습을 보게 되었고 시시한 이유로 질투하며 누나의 가족과 거리를 두었던 것을 후회하면서 앞으로는 잘 지내야겠다고 생각한다. 그러나 얼마 뒤 누나 부부가 탄 비행기가 행방불명이 되어서 생사조차 불분명해졌고, 정부는 탑승자 전원이 사망한 것으로 결론지었다. 남겨진 3명의 아이들은 친척 어른들의 의사로 모두 뿔뿔이 흩어지게 될 것만 같았고, 그걸 두고 볼 수 없었던 유타는 아이들 모두를 자신이 책임지고 맡겠다고 한 뒤, 다다미 6장짜리 방에서 3명의 여자아이들과 함께 하는 생활을 시작하게 되었다.

## 등장인물

### 주인공
세가와 유타(瀬川 祐太)
성우 - 하타노 와타루
타마 문학대학 문학부 국문과 1학년. 노상 관찰 연구회(통칭 「노연」)라고 하는 동아리에 소속되어 있다. 초등학생 시절 사고로 부모님을 잃어서 누나 유리의 손에 자랐다. 스스로 자각하고 있을 정도의 시스콘으로, 유리가 2명의 아이가 딸린 이혼남 타카나시 신고와 결혼한다는 소식을 들었을 때는 꽤나 동요하며 질투하고 있었다.
유리와 신고가 비행기 사고로 생사를 확인할 수 없게 되어 3자매가 뿔뿔이 흩어질 상황에 처하게 되었을 때, 어떻게든 세 명을 함께 있게 해 주고 싶다는 충동적인 결심으로 3명의 여자아이들과 함께 자신의 집에서 살게 되었다. 아이를 돌보는 것을 좋아하는 성격인지 가장 어린 히나도 잘 따르고 있다. 후에 타카나시가에 들어가 살게 되면서 많은 일을 겪게 된다.

### 타카나시(小鳥遊) 가
타카나시 소라(小鳥遊 空)
성우 - 우에사카 스미레
3자매 중 장녀. 만14세, 중학교 2학년. 집 안에서는 큰소리치지만 밖에서는 얌전하다. 다만, 유타와 관련된 일이면 다소 사납게 변하는 편이다. 초등학생 무렵에 처음으로 유타와 만났을 때의 일을 계기로 유타를 이성으로서 좋아하는 듯한 모습을 보인다. 유타와 라이카가 가까이 있으면 노골적으로 불쾌해 하는 모습이 보일 정도. 그러면서도 솔직하게 대하지 못하는 츤데레적인 면이 있다. 기본적으로 뭐든지 잘 해내는 편이나 요리는 상당히 서투르다. 유타를 「오빠」라고 부른다.
타카나시 미우(小鳥遊 美羽)
성우 - 키타무라 에리
3자매 중 차녀. 만11세, 초등학교 5학년. 친엄마가 러시아계이기 때문에 금발 머리다. 말이나 행동에서 초등학생이라고 생각되지 않을 만큼 어른스러운 모습이 많이 보인다. 그래서 유타가 몇 년만에 다시 만났을 때 장녀인 소라라고 착각했었다. 말주변도 좋아서 누구와도 잘 어울리고, 언니를 놀리는 것도 좋아하는 편. 소악마적 매력이 있고 그녀의 말에는 왠지 강제력이 있어서, 어떤 의미로는 힘 관계의 상위에 서 있다. 유타를 「삼촌」이라 부른다.
타카나시 히나(小鳥遊 ひな)
성우 - 이가라시 히로미
3자매 중 막내. 3세, 유치원생. 3자매 중 유일하게 유리가 낳은 아이다. 3자매 중에서 유타의 유일한 혈연 관계. 어린 나이지만 액션쪽의 게임도 의외로 잘 하는 편이라 가끔 유타를 이기기도 한다. 낯가림이 별로 없어서 처음 보는 사람이라도 그다지 경계하지 않는다. 유타를 「삼촌」이라 부른다.

### 타카나시(小烏遊) 가・세가와(瀬川) 가 친척
타카나시 유리(小鳥遊 祐理)
성우 - 오하라 사야카
유타의 누나. 부모님이 사고로 돌아가신 뒤 여자 혼자 힘으로 유타를 길러 대학에 진학시키게 되었다. 평소에는 장난도 잘 치는 밝은 성격이지만 가족 문제에 있어서는 매우 성실해서, 혈연 관계가 없는 소라, 미우나 떨어져 사는 유타도 제대로 가족이라고 생각하고 있다. 결혼하고 나서는 틈이 날 때마다 유타에게 여자친구를 만들어서 졸업하면 바로 결혼하라고 말했다. 비행기 사고로 신고와 함께 행방불명이 되어, 정부의 발표로는 사망했다고 여겨진다.
남동생 유타에게도 숨겨왔던 것으로, 실은 애니메이션·만화·게임등을 잘 아는 오타쿠 취미의 소유자였다.
타카나시 신고(小鳥遊 信吾)
성우 - 토비타 노부오
유리의 남편. 두 번의 이혼경력(소라의 모친인 최초의 아내와는 사별, 2번째 아내와는 협의 이혼)이 있고 미우는 그의 의붓딸이다. 평상시에는 마음씨 좋은 온후한 인물이지만 딸의 문제가 되면 사람이 바뀐다. 주된 무장은 슬리퍼와 구두 주걱. 타카나시 가에서 나오는 유타를 수상한 남자로 착각하고 습격하기도 했다. 유리와 함께 행방불명이 되어, 정부의 발표로는 사망했다고 여겨진다.
사하라 요시코(佐原 よし子)
유리와 유타의 고모. 보험설계사, 미망인. 미성년자면서 아버지 역할이 된 유타와 타카나시가의 딸들을 엄하면서도 상냥한 눈으로 지켜보고 있다. 폭주하는 사코를 그 위엄으로 억누를 수 있는 얼마 안되는 인물. 아들이 2명 있지만, 2명 모두 해외에 부임하고 있어서 자주 만나지는 못하고 있다. 유리와 유타의 부모님이 죽은 것과 거의 동시에 남편을 잃어서, 아이를 대학에 다니게 하기 위해 집을 팔아 고물 아파트에 독신 생활을 하는 등 상당히 고생했던 과거가 있다.
타카나시 노부요시(小鳥遊 信好)
신고의 형으로 3자매들의 큰아버지다. 유타의 생각에 따르면 말단 관리같은 이미지. 3명의 일을 진심으로 걱정하고 있다.

### 노상 관찰 연구회(路上観察研究会)
오다 라이카(織田 莱香)
성우 - 호리에 유이
타마 문학대학 문학부 인문학과 2학년. 노상 관찰 연구회의 홍일점. 평상시에는 어떤 상황에서도 무표정이고, 말투에도 별로 억양이 없다. 그러나 실은 귀여운 여자애들을 좋아하는 성향으로, 유타의 집을 방문했을 때 소라, 미우, 히나를 앞에 두고 여태껏 본 적이 없을 만큼 넋을 잃은 표정을 보이며 지금까지의 캐릭터를 박살내는 모습을 보였다.
니무라 코이치(仁村 浩一)
성우 - 오노 다이스케
타마 문학대학 문학부 국문학과 1학년. 유타의 친구로, 여자를 상당히 좋아하는 경박한 미소년. 「자신의 집은 여자 아이를 데리고 들어가는 장소」라고 주장해서 그다지 자신의 집에 돌아가지 않고, 유타의 집에 이불까지 들여서 생활하고 있었지만, 3자매가 살기 시작하면서 쫓겨났다. 여자를 상대할 때는 상당히 가벼운 성격이지만 의리가 있고 친구를 잘 챙겨주기도 한다. 요리 실력은 상당히 뛰어나며, 가끔 유타의 집에 저녁밥을 만들러 오기도 한다. 유타가 타카나시가에 살게 되면서, 유타가 살던 아파트의 방에 그대로 이사와서 살고 있다.
사코 슌타로(佐古 俊太郎)
성우 - 마지마 준지
타마 문학대학 3학년으로 노상 관찰 연구회의 설립자 겸 회장. 학부·학과는 아직까지 불명. 라이카가 입학한 시점에서 이미 3학년이며, 실제로 몇 년째 재적하고 있는지는 확실하지 않다. 안경을 쓴 진짜 로리콘. 3자매와 처음으로 만났을 때, 미우와 히나를 보고는 감격했지만 중학생인 소라를 「아줌마」라고 불렀기 때문에 소라에게는 매우 적대시되고 있다. 다양한 방면으로 인맥이 넓은데, 학내 뿐만 아니라 근처 다른 대학의 럭비부와도 친분이 있으며 그곳의 주장에게 매우 존경받고 있다. 그런 인맥을 이용해서 유타에게 좋은 아르바이트를 여러 곳 소개시켜 주기도 한다. 게임을 상당히 좋아하는 편이지만 패미콤 세대인것 같다.

## 단행본 목록

### 소설
| 도서명               | 판본     | 초판 발행일      | ISBN                   | 비고   |  |
| -------------------- | -------- | ---------------- | ---------------------- | ------ |  |
| 아빠 말 좀 들어라! 1 | 일본어판 | 2009년 12월 30일 | ISBN 978-4-08-630526-6 |        |  |
| 아빠 말 좀 들어라! 1 | 한국어판 | 2011년 5월 7일   | ISBN 978-89-258-6538-6 |        |  |
| 아빠 말 좀 들어라! 2 | 일본어판 | 2010년 2월 28일  | ISBN 978-4-08-630533-4 |        |  |
| 아빠 말 좀 들어라! 2 | 한국어판 | 2011년 6월 7일   | ISBN 978-89-258-6540-9 |        |  |
| 아빠 말 좀 들어라! 3 | 일본어판 | 2010년 5월 30일  | ISBN 978-4-08-630547-1 |        |  |
| 아빠 말 좀 들어라! 3 | 한국어판 | 2011년 8월 7일   | ISBN 978-89-258-6541-6 |        |  |
| 아빠 말 좀 들어라! 4 | 일본어판 | 2010년 9월 30일  | ISBN 978-4-08-630569-3 |        |  |
| 아빠 말 좀 들어라! 4 | 한국어판 | 2012년 2월 7일   | ISBN 978-89-258-6542-3 |        |  |
| 아빠 말 좀 들어라! 5 | 일본어판 | 2010년 11월 30일 | ISBN 978-4-08-630582-2 |        |  |
| 아빠 말 좀 들어라! 5 | 한국어판 | 2012년 3월 7일   | ISBN 978-89-258-8345-8 |        |  |
| 아빠 말 좀 들어라! 6 | 일본어판 | 2011년 1월 30일  | ISBN 978-4-08-630588-4 |        |  |
| 아빠 말 좀 들어라! 6 | 한국어판 | 2012년 4월 7일   | ISBN 978-89-258-8346-5 |        |  |
| 아빠 말 좀 들어라! 7 | 일본어판 | 2011년 5월 30일  | ISBN 978-4-08-630611-9 | 단편집 |  |
| 아빠 말 좀 들어라! 7 | 한국어판 | 2012년 9월 7일   | ISBN 978-8-92-588347-2 | 단편집 |  |
| 아빠 말 좀 들어라! 8 | 일본어판 | 2011년 9월 27일  | ISBN 978-4-08-630635-5 |        |  |
| 아빠 말 좀 들어라! 8 | 한국어판 | 2012년 10월 7일  | ISBN 978-8-92-588348-9 |        |  |
| 아빠 말 좀 들어라! 9 | 일본어판 | 2012년 1월 25일  | ISBN 978-4-08-630658-4 |        |  |
| 아빠 말 좀 들어라! 9 | 한국어판 | 2012년 12월 7일  | ISBN 978-8-92-589722-6 |        |  |

## TV 애니메이션
2012년 1월부터 전국 독립UHF방송 협의회·TOKYO MX에서 방영 했으며 현재 종영.

### 스탭
- 원작 - 마츠 토모히로
- 일러스트 - 나카지마 유카
- 감독 - 카와사키 이츠로
- 조감독 - 오이카와 케이
- 시리즈 구성 - 아라카와 나루히사
- 각본 - 아라카와 나루히사, 나리타 요시미, 아미야 마사하루, 다이치 케이이치로
- 캐릭터 디자인 - 마메즈카 타카시
- 작화 - 스튜디오 美峰(スタジオ美峰)
- 작화 감독 - 오하마 토시히로
- 음향 감독 - 이와나미 요시카즈
- 음향 효과 - 코야마 야스마사
- 녹음 스튜디오 - 스튜디오 마우스
- 음향 제작 - STUDIO MAUSU
- 음악 - 우에스기 히로시
- 음악 제작 - STARCHILD
- 애니메이션 제작 - feel.
- 제작 - PPP

### 주제가
오프닝 테마 「Happy Girl」
노래 - 키타무라 에리 (타카나시 미우 役)
작사 - 오오모리 쇼코
작곡 - 카와이 에이지
편곡 - 카와이 에이지, 야마자키 호로코
엔딩 테마 「Coloring」
노래 - 호리에 유이 (오다 라이카 役)
작사 - Minamoto.K, shu
작곡 - Minamoto.K
편곡 - Minamoto.K, 마시모 마사키

### 일본 방영 목록
| 회 | 방영 일자                 | 제목 (내용)                      | 비고 |
| -- | ------------------------- | -------------------------------- | ---- |
| 1  | 2012년 1월 4일 새벽 1:30  | 아빠라고 부르지마!               |      |
| 2  | 2012년 1월 11일 새벽 1:30 | 우리집으로 와                    |      |
| 3  | 2012년 1월 25일 새벽 1:30 | 울것같냐?                        |      |
| 4  | 2012년 2월 1일 새벽 1:30  | 원더풀 라이프!                   |      |
| 5  | 2012년 2월 8일 새벽 1:30  | 소녀에게 무슨 일이 일어났는가?   |      |
| 6  | 2012년 2월 15일 새벽 1:30 | 멋진 가족 여행                   |      |
| 7  | 2012년 2월 22일 새벽 1:30 | 매번 떠들썩하게 합니다           |      |
| 8  | 2012년 2월 29일 새벽 1:30 | 용서 못해요                      |      |
| 9  | 2012년 3월 7일 새벽 1:30  | 잠깐 마이웨이                    |      |
| 10 | 2012년 3월 14일 새벽 1:30 | 나의 푸른 하늘                   |      |
| 11 | 2012년 3월 21일 새벽 1:30 | 만나고 싶을 때에 당신이 없어요.. |      |
| 12 | 2012년 3월 28일 새벽 1:30 | 이 세상에서 아빠가 제일 좋아     |      |

### 한국 방영 목록
| 회 | 방영 일자                | 제목 (내용)                   | 비고 |
| -- | ------------------------ | ----------------------------- | ---- |
| 1  | 2012년 1월 16일 밤 11:00 | 아빠라고 부르지 마            |      |
| 2  | 2012년 1월 23일 밤 11:00 | 집으로 와                     |      |
| 3  | 2012년 1월 30일 밤 11:00 | 절대 울지 않아                |      |
| 4  | 2012년 2월 6일 밤 11:00  | 원더풀 라이프                 |      |
| 5  | 2012년 2월 13일 밤 11:00 | 소녀에게 무슨 일이 일어났는가 |      |
| 6  | 2012년 2월 20일 밤 11:00 | 멋진 가족 여행                |      |
| 7  | 2012년 2월 27일 밤 11:00 | 매번 민폐네요                 |      |
| 8  | 2012년 3월 5일 밤 11:00  | 용서 못해요!                  |      |
| 9  | 2012년 3월 12일 밤 11:00 | 살짝 마이웨이                 |      |
| 10 | 2012년 3월 19일 밤 11:00 | 나의 푸른 하늘                |      |
| 11 | 2012년 3월 26일 밤 11:00 | 보고 싶을 때 당신은 없다      |      |
| 12 | 2012년 4월 2일 밤 11:00  | 세상에서 아빠가 제일 좋아     |      |

### 출시상품
- 캐릭터송 (타카나시 소라, 타카나시 미우, 타카나시 히나)
- OP 송 - Happy Girl
- ED 송 - Coloring
- 블루레이 vol.1~vol.5(통상판, 초회한정판)
- DVD vol.1~vol.4

## 게임
2012년 4월 26일 플레이스테이션 포터블 단독으로 '게임에서라도, 아빠 말 좀 들어라!'라는 제목으로 출시되었다.
- 한정판: 8800엔
- 통상판: 6280엔